# Премія Феміна

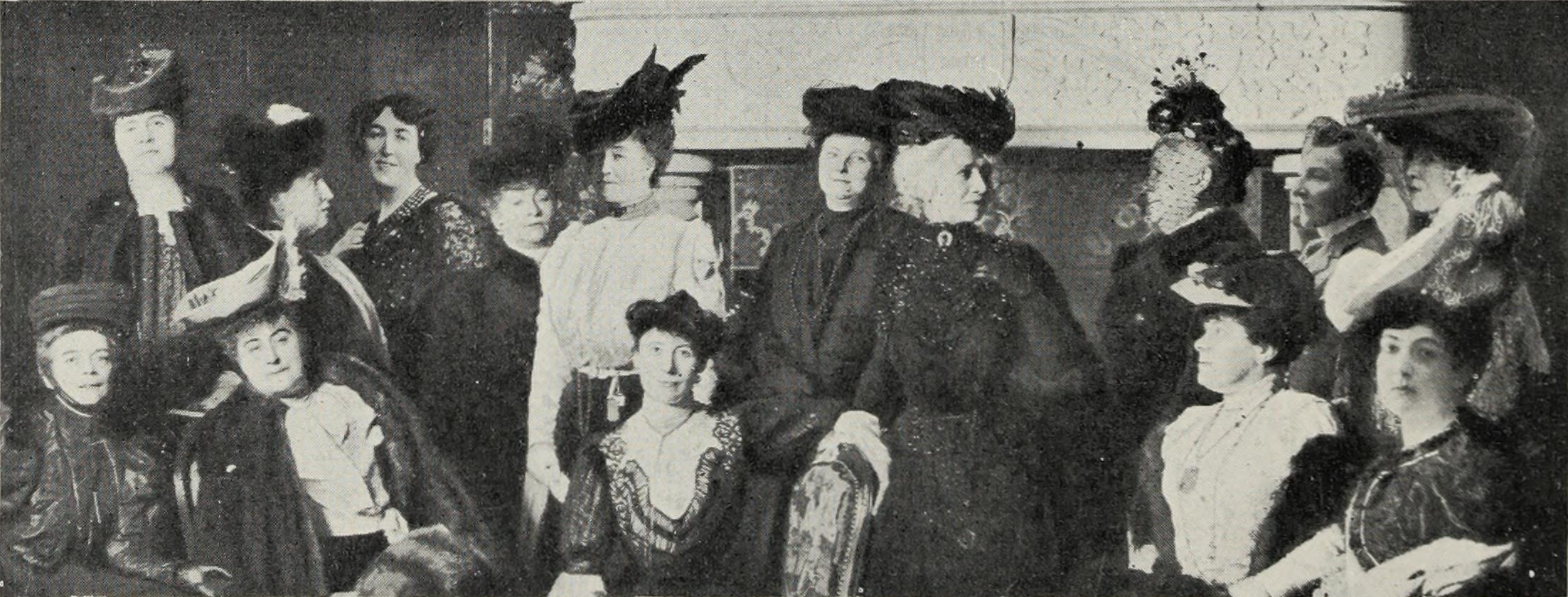
Журі Премії Феміна у 1905 році

Премія Феміна́ (фр. Prix Femina) — французька присуджувана жінками літературна премія, заснована 1904 року 22 співробітницями журналу «Щасливе життя» (нині «Феміна») на чолі з Анною де Ноай. За задумом засновниць, Феміна повинна була скласти альтернативу виключно «чоловічій» Гонкурівській премії. До журі входять лише жінки, останнім часом серед них — історикиня Мона Озуф, письменниці Бенуат Гру, Даніель Сальнав, Шанталь Тома. Премію за найкращий твір французької літератури за поточний рік у віршах чи прозі присуджують щорічно у першу середу листопада в паризькому палаці Крійон на Єлисейських полях.
З 1985 року присуджують також Премію Феміна зарубіжному(-ій) автору(-ці), з 1999 — премію Феміна за есе.

## Лавреати й лавреатки

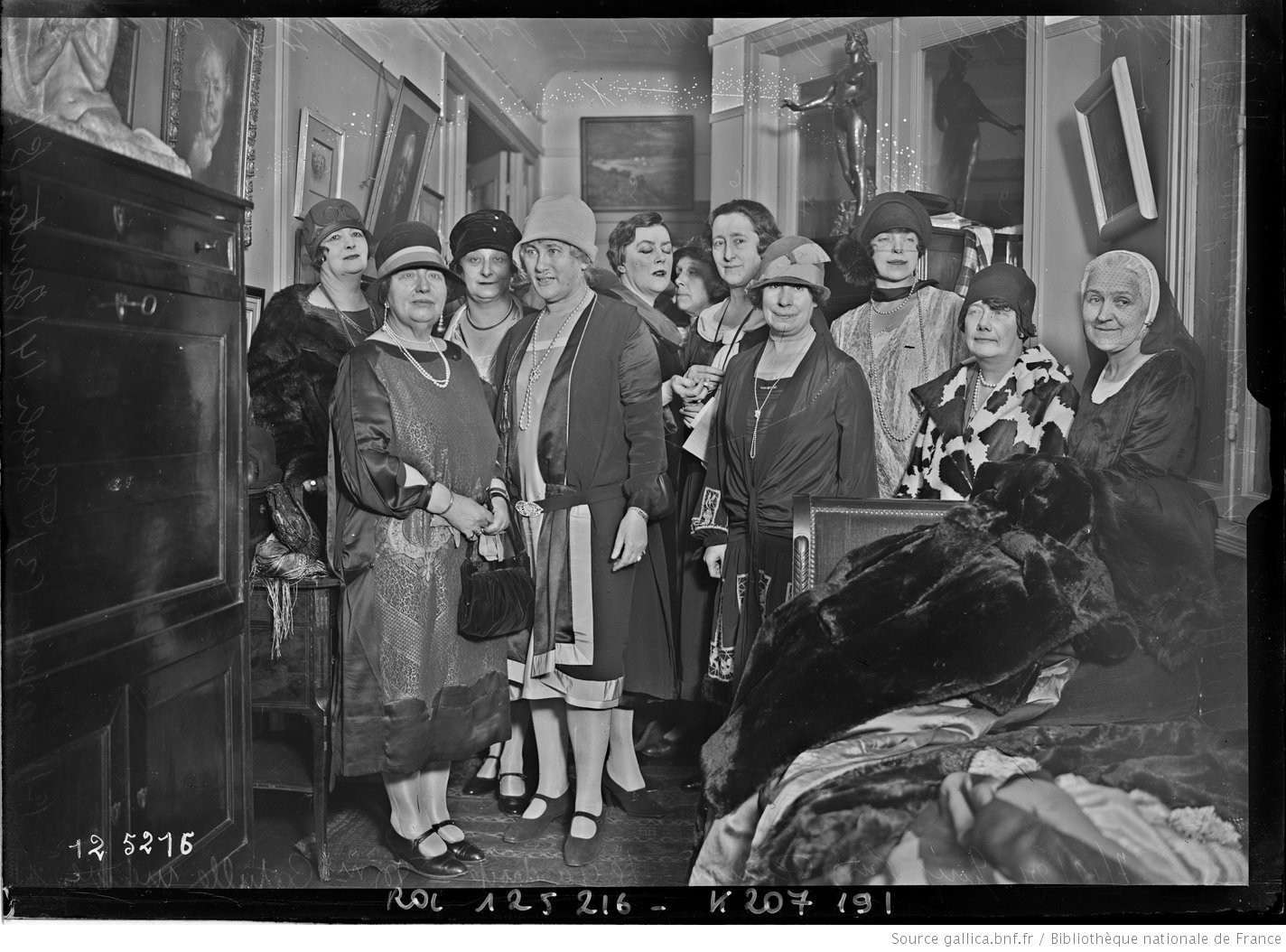
Журі Премії Феміна 7 грудня 1927 року

- Журі Премії Феміна 7 грудня 1927 рокуЖурі Премії Феміна 15 грудня 1926. Справа наліво сидять: E. Duclaux, Julia Daudet (1844—1940), Gabrielle Réval (1869—1938), Léontine Zanta (1872—1942), Lucie Delarue-Mardrus (1874—1945), Myriam Harry (1869—1958), стоять: Saint-René Taillandier, Judith Cladel (1873—1958), Jean Dornis (1870—1948), André Corthis (1882—1952), невідома, Hélène Vacaresco (1864—1947), Colette Yver (1874—1953). Фотографія для преси (Agence Rol).Палац Крійон1904 — Міріам Аррі, «Завоювання Єрусалиму»

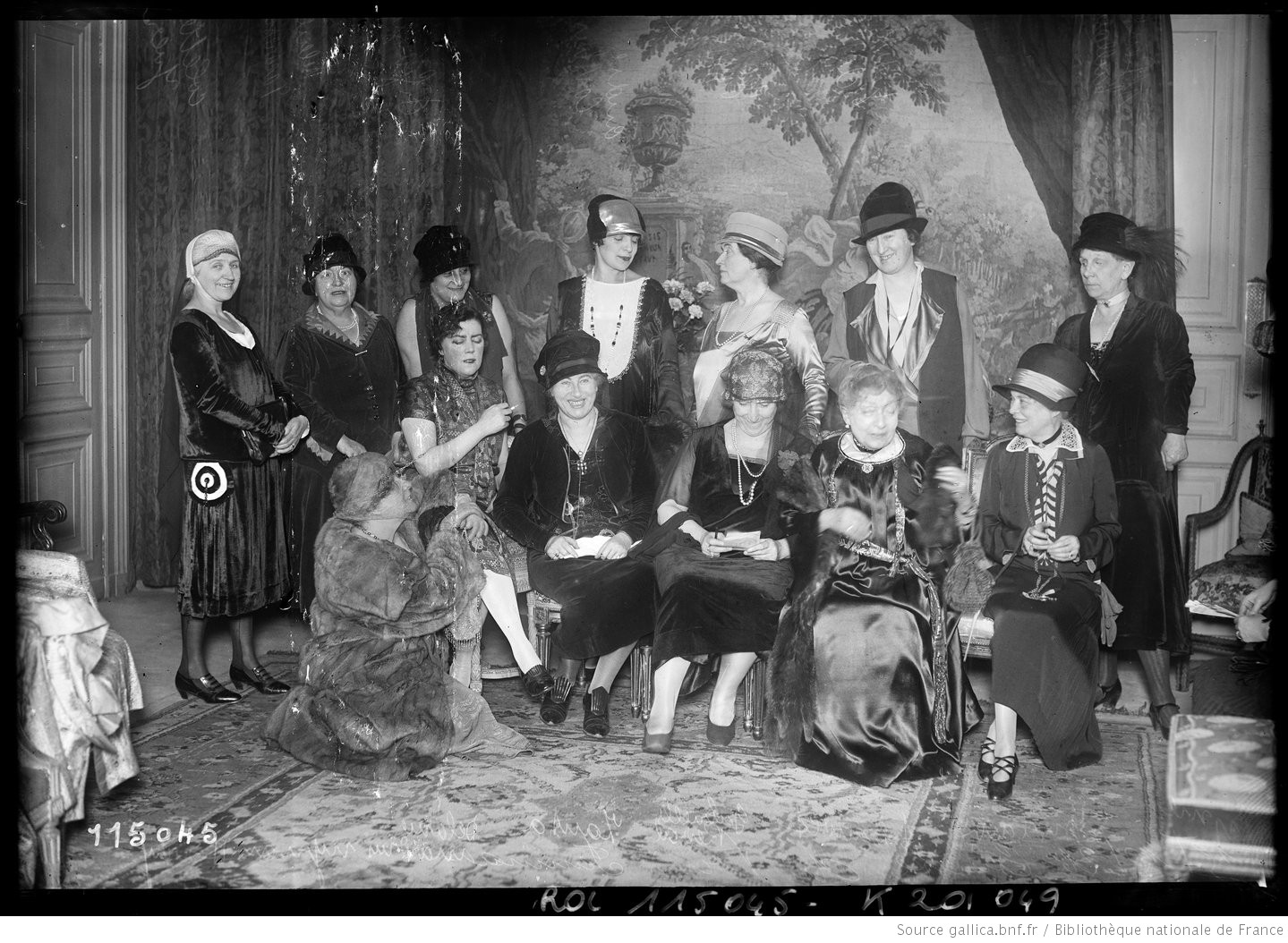
Журі Премії Феміна 15 грудня 1926. Справа наліво сидять: E. Duclaux, Julia Daudet (1844—1940), Gabrielle Réval (1869—1938), Léontine Zanta (1872—1942), Lucie Delarue-Mardrus (1874—1945), Myriam Harry (1869—1958), стоять: Saint-René Taillandier, Judith Cladel (1873—1958), Jean Dornis (1870—1948), André Corthis (1882—1952), невідома, Hélène Vacaresco (1864—1947), Colette Yver (1874—1953). Фотографія для преси (Agence Rol).

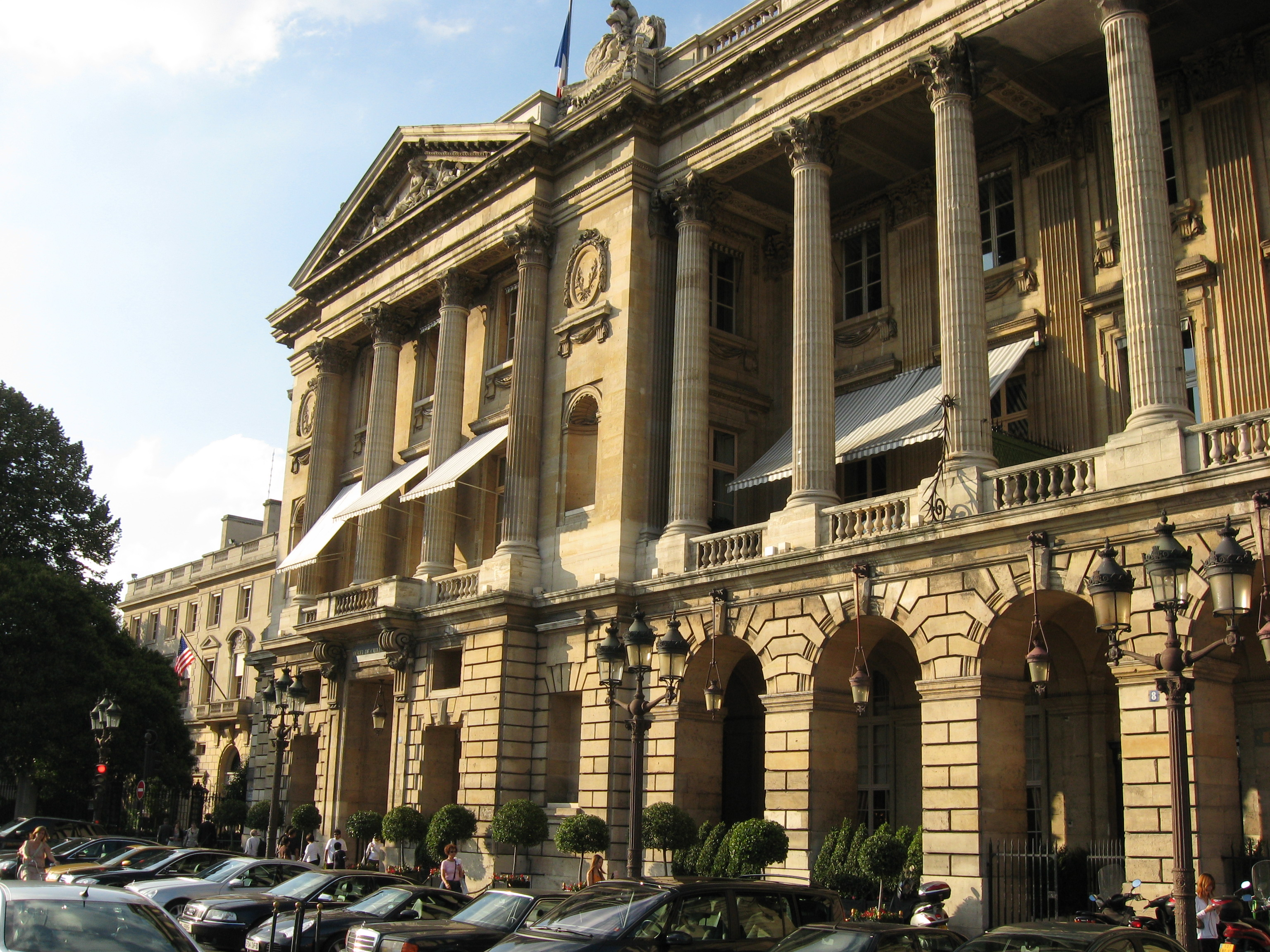
Палац Крійон

- 1905 — Ромен Роллан, роман «Жан-Крістоф»
- 1906 — Андре Кортіс, «Геми і муари»
- 1907 — Колетт Івер, Принцеса науки
- 1908 — Едуар Естоньє, Таємне життя
- 1909 — Едмон Жалу, Решта — це тиша
- 1910 — Маргарита Оду, роман «Марі-Клер»
- 1911 — Луї де Робер, Роман хворого
- 1912 — Жак Морель, Зів'яле листя
- 1913 — Каміль Марбо, Завуальована статуя
- 1914, 1915, 1916 — премію не присуджували
- 1917 — Рене Мілан, L'Odyssée d 'un transport torpillé
- 1918 — Анрі Башлен, Le Serviteur
- 1919 — Ролан Доржелес, Les Croix de bois
- 1920 — Едмон Гожон, Le Jardin des dieux
- 1921 — Раймон Ескол, «Кантегріль»
- 1922 — Жак де Лакретель, Silbermann
- 1923 — Жанна Гальзі, Les Allongés
- 1924 — Шарль Дерен, Le Bestiaire sentimental
- 1925 — Жозеф Дельтей, «Жанна д'Арк»
- 1926 — Шарль Сильвестр, Prodige du cœur
- 1927 — Марі ле Франк, Grand-Louis l'innocent
- 1928 — Домінік Дюнуа, Georgette Garou
- 1929 — Жорж Бернаноса, La Joie
- 1930 — Марк Шадурн, Cécile de la Folie
- 1931 — Антуан де Сент-Екзюпері, «Нічний політ»
- 1932 — Рамон Фернандез, Le Pari
- 1933 — Женев'єв Фоконьє, Claude
- 1934 — Робер Франсіс, Le Bateau-refuge
- 1935 — Клод Сільв, Bénédiction
- 1936 — Луїза Ерв'є, Sangs
- 1937 — Раймон Вінсен, Campagne
- 1938 — Фелікс де Шазурн, Caroline ou le Départ pour les îles
- 1939 — Поль Віалар, роман «Морська троянда»
- 1940, 1941, 1942, 1943 — премію не присуджували
- 1944 — видавництво «Мінюї (видавництво)»
- 1945 — Анн-Марі Монне, Le Chemin du soleil
- 1946 — Мішель Робіда, Le Temps de la longue patience
- 1947 — Габрієль Руа, Bonheur d'occasion
- 1948 — Емманюель Роблес, Les Hauteurs de la ville
- 1949 — Марія Ле Ардуен, La Dame de cœur
- 1950 — Серж Груссар, La Femme sans passé
- 1951 — Анн де Турвіль, Jabadao
- 1952 — Домінік Ролен, Le Souffle
- 1953 — Зоя Ольденбург, La Pierre angulaire
- 1954 — Габрієль Веральді, La Machine humaine
- 1955 — Андре Дотель, Le Pays où l 'on n'arrive jamais
- 1956 — Франсуа-Режі Бастід, Les Adieux
- 1957 — Крістіан Мегре, Le Carrefour des solitudes
- 1958 — Франсуаза Малле-Жоріс, L'Empire céleste
- 1959 — Бернар Пріва, Au pied du mur
- 1960 — Луїза Бельлок, La Porte retombée
- 1961 — Анрі Тома, Le Promontoire
- 1962 — Ів Берже, Le Sud
- 1963 — Роже Вриньї, La Nuit de Mougins
- 1964 — Жан Бланза, Le Faussaire
- 1965 — Робер Пенже, Quelqu' un
- 1966 — Ірен Монесі, Nature morte devant la fenêtre
- 1967 — Клер Ечереллі, «Еліза, або Справжнє життя»
- 1968 — Марґеріт Юрсенар, L'Œuvre au noir
- 1969 — Хорхе Семпрун, «Інша смерть Рамона Меркадера»
- 1970 — Франсуа Нурісьє, La Crève
- 1971 — Анжело Рінальді, La Maison des Atlantes
- 1972 — Роже Греньє, «Кінороман»
- 1973 — Мішель Дар, Juan Maldonne
- 1974 — Рене-Віктор Пій, «Викривач»
- 1975 — Клод Фараггі, Le Maître d'heure
- 1976 — Марі-Луїза Омон, роман «Дорога»
- 1977 — Режіс Дебре, La neige brûle
- 1978 — François Sonkin, Un amour de père
- 1979 — П'єр Муано, Le Guetteur d'ombre
- 1980 — Жоселін Франсуа, Joue-nous España
- 1981 — Катрін Ермарі-В'єй, Le Grand Vizir de la nuit
- 1982 — Анна Ебер, Les Fous de Bassan
- 1983 — Флоранс Деле, Riche et légère
- 1984 — Бертран Візаж, Tous les soleils
- 1985 — Ектор Б'янчотті, Sans la miséricorde du Christ
- 1986 — Рене Беллето, L'Enfer
- 1987 — Ален Абсір, L'Égal de Dieu
- 1988 — Александр Жарден, Le Zèbre
- 1989 — Сільві Жермен, роман «Дні гніву»
- 1990 — П'єретт Флетьйо, Nous sommes éternels
- 1991 — Паула Жак, Déborah et les anges dissipés
- 1992 — Анн-Марі Гара, Aden
- 1993 — Марк Ламброн, L'Œil du silence
- 1994 — Олів'є Ролен, роман «Пор-Судан»
- 1995 — Емманюель Каррер, роман «Зимова школа в горах»
- 1996 — Женев'єва Брізак, «Уїк-енд у гонитві за матір'ю»
- 1997 — Домінік Ногез, роман «Темна пристрасть»
- 1998 — Франсуа Чен, роман «Слова Тіан»
- 1999 — Марілін Дебіоль, роман «Anchise»
- 2000 — Каміль Лоран, Dans ces bras-là
- 2001 — Марі Ндьяй, роман «Розі Карп»
- 2002 — Шанталь Тома, роман «Прощання з королевою»
- 2003 — дай Сицзе, Комплекс Ді
- 2004 — Жан-Поль Дюбуа, Une vie française
- 2005 — Режіс Жоффре, Asiles de fous
- 2006 — Ненсі Х'юстон, роман «Лінії розлому»
- 2007 — Ерік Фотторіно, «Кіношні поцілунки»
- 2008 — Жан-Луї Фурньє, «Як справи, тато ?»
- 2009 — Гвінаель Обрі, «Ніхто»
- 2010 — Патрік Лапейр, «Довге життя та нескінченне бажання»
- 2011 — Симон Лібераті, роман «Джейн Менсфілд, рік 1967»
- 2012 — Патрик Девіль, роман «Чума і холера»
- 2013 — Леонора Міано, роман «Сезон тіні»
- 2014 — Янік Лаенс, роман «Місячна ванна» / «Bain de lune»
- 2015 — Кристоф Болтанскі, роман «Приховування» / «La Cache»
- 2016 — Маркюс Мальт, роман «Хлопець» / «Le Garçon»
- 2017 — Філіп Жаенада, роман «Серп» / La Serpe
- 2018 — Філіп Лансон, роман «Клачі» / Le Lambeau
- 2019 — Сільвен Прюдом, «По дорогах» / Par les routes
- 2020 — Серж Жонкур, «Людська природа» / Nature humaine
- 2021 — Клара Дюпон-Моно, «Пристосовуватися» / S'adapter
- 2022 — Клоді Гунціґер, Собака за моїм столом / Un chien à ma table (вид. Ґрассе)
- 2023 — Неж Сінно, Сумний тигр / Triste tigre (вид. P.O.L.)
- 2024 — Мігель Боннфуа, Сон ягуара / Le Rêve du jaguar (Rivages)

### Премія Феміна зарубіжному автору/авторці
- 1985 — Джон Максвелл Кутзее ПАР), роман «Життя і час Міхаела К.»
- 1986 — Торґні Ліндґрен (Швеція), роман «цариця Шеви»
- 1987 — Сюзан Міно, Mouflets
- 1988 — Оз Амос (Ізраїль), роман «Чорний ящик»
- 1989 — Елісон Лурі, The Truth About Lorin Jones
- 1990 — Вержіліо Феррейра, роман «Втрачене ранок»
- 1991 — Дейвід Малуф, роман «Великий світ»
- 1992 — Джуліан Барнс (Велика Британія), роман «Любов і так далі»
- 1993 — Ієн Мак'юен, роман «Вкрадений дитина»
- 1994 — Роуз Тремейн (Велика Британія), Sacred Country
- 1995 — Ерун Броуерс (Нідерланди), «Декантованое червоне»
- 1996 — Хав'єр Маріас (Іспанія), роман «В годину битви завтра згадай про мене»
- 1997 у літературі рік в літературі|1997]] — Jia Pingwa, «Полегла столиця»
- 1998 — Антоніо Муньос Моліна (Іспанія), роман «Повня»
- 1999 — Hitonari Tsuji, «Білий Будда»
- 2000 — Джамайка Кинкейда, роман «Мій брат»
- 2001 — Keith Ridgway, The Long Falling
- 2002 — Еррі Де Лука (Італія), роман «Монтедідіо»
- 2003 — Магда Сабо (Угорщина), роман «Двері»
- 2004 — Hugo Hamilton, The Speckled People
- 2005 — Джойс Керол Оутс (США), роман «Падіння»
- 2006 — Nuala O'Faolain (Ірландія)
- 2007 — Edward St Aubyn (Велика Британія)
- 2008 — Сандро Веронезі (Італія), роман «Мирний хаос»
- 2009 — Матіас Чшоке (Швейцарія), роман «Maurice à la poule»
- 2010 — Софі Оксанен (Фінляндія), роман «Очищення»
- 2011 — Франсиско Голдман (США), роман «Say Her Name» («Dire son nom»)
- 2012 — Джулі Оцука (США), роман «Дехто ніколи не бачив моря»
- 2013 — Річард Форд, роман «Канада»
- 2014 — Цруя Шалев (Ізраїль), роман «Залишок життя»
- 2015 — Керрі Хадсон (Велика Британія), роман «Спрага»
- 2016 — Рабіх Аламеддін (Ліван, США), роман «Непотрібна жінка» («An Unnecessary Woman»)
- 2017 — Джон Едгар Вайдман (США), роман «Писати для порятунку життя. Досьє Луїса Тілла» (фр. Écrire pour sauver une vie. Le Dossier Louis Till)
- 2018 — Еліс Макдермотт (США), роман «Дев'ята година» (The Ninth Hour)
- 2019 — Мануель Вілас (Іспанія), роман «Ордеса» (Ordesa)
- 2020 — Дебора Леві (США), романи «Вартість життя. Робоча автобіографія» (The Cost of Living. Working Autobiography) та «Те, чого я не хочу знати» (Things I Don't Want to Know)
- 2021 — Ахмет Альтан (Туреччина), роман «Мадам Хаят» (Madame Hayat)
- 2022 — Рейчл Каск (Велика Британія), роман «Залежність» (La Dépendance)
- 2023 — Луїза Ердріч (США), роман «Вирок» (La Sentence)
- 2024 — Алія Трабукко Серан (Чилі), роман «Propre».